# Biblis Tholus
Biblis Tholus est un volcan situé sur la planète Mars par 2,7° N et 235,4° E, dans le quadrangle de Tharsis. Large de 170 × 100 km à la base, il s'élève à environ 3 km au-dessus du renflement de Tharsis, et à un peu plus de 7 000 m d'altitude au-dessus du niveau de référence martien. Il possède une large caldeira, appelée Biblis Patera, d'environ 53 km de diamètre et 4,5 km de profondeur.

## Géographie et géologie
Biblis Tholus se trouve pratiquement à mi-chemin entre Olympus Mons et l'alignement de volcans de Tharsis Montes, à proximité d'Ulysses Tholus et de Pavonis Mons.
|                                                                      |  |                                           |
| Carte de la région d'Olympus Mons et de la chaîne de Tharsis Montes. |  | Topographie de Biblis Tholus par le MOLA. |

Ce volcan se serait formé il y a au moins 3,68 milliards d'années, à la limite entre Noachien et Hespérien, c'est-à-dire plus de cent millions d'années avant ceux de Tharsis Montes. L'édifice volcanique est par conséquent largement enfoui sous les couches de lave constituant le renflement, comme le laisse par ailleurs deviner le fait que le plancher de sa caldeira se situe sous le niveau du renflement de Tharsis à cet endroit.